# 골레니우프군

서포모제주 지도에 표시된 골레니우프군의 위치

골레니우프군(폴란드어: powiat goleniowski)은 폴란드 서포모제주에 위치한 군으로 군청 소재지는 골레니우프이며 면적은 1,616.99km2, 인구는 78,738명(2006년 기준), 인구 밀도는 49명/km2이다.
북쪽으로는 카미엔군, 그리피체군, 동쪽으로는 워베스군, 남쪽으로는 스타르가르트군, 남서쪽으로는 슈체친시, 서쪽으로는 폴리체군, 북서쪽으로는 시비노우이시치에시와 접한다. 6개 지방 자치체(3개 도시형 농촌, 3개 농촌)를 관할한다.

군 문장